# Paleis Lange Voorhout

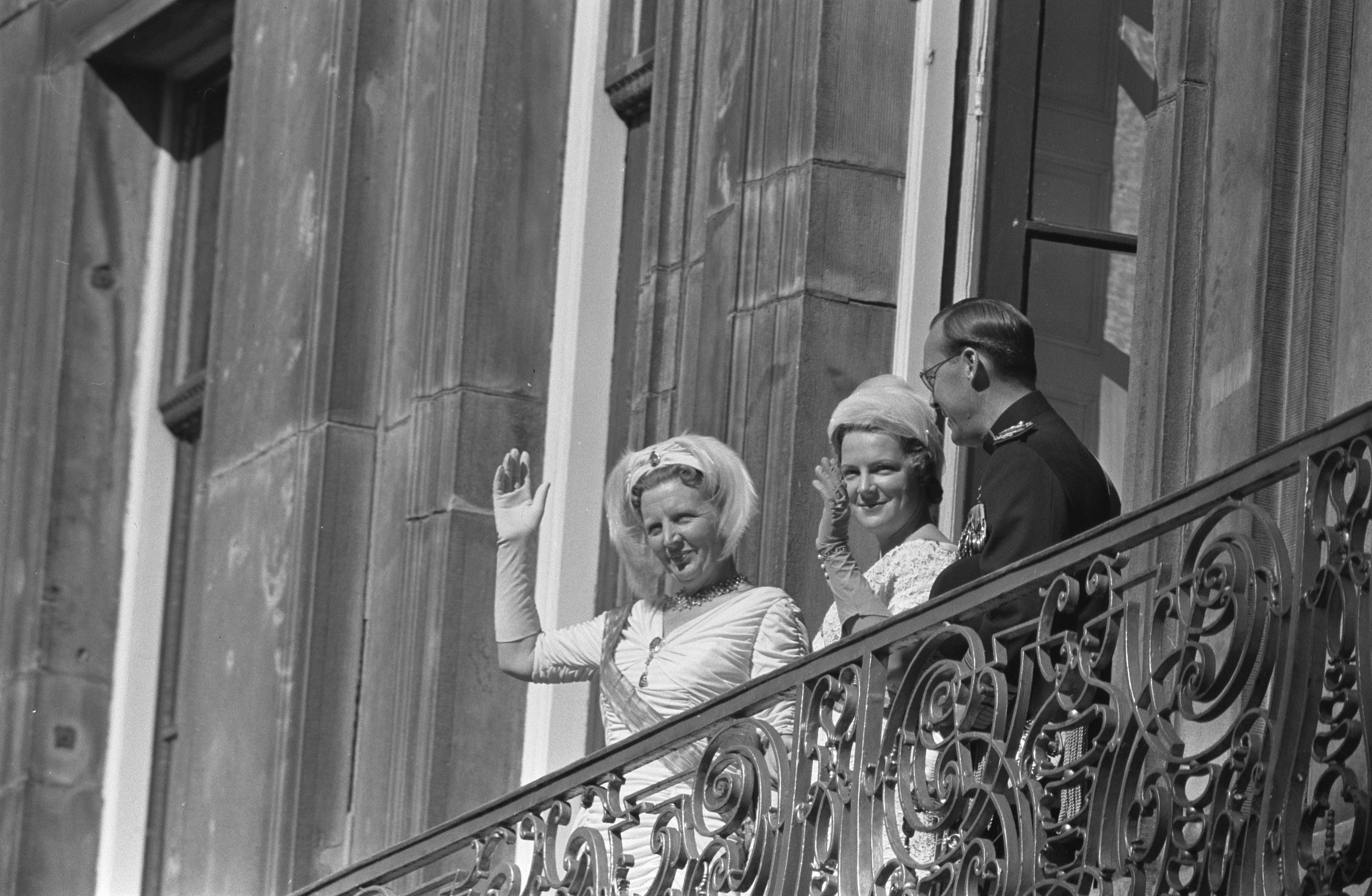
Prinsjesdag 1959: koningin Juliana, prinses Irene en prins Bernhard op het balkon van Paleis Lange Voorhout

Het Paleis Lange Voorhout is een voormalig stadspaleis aan het Lange Voorhout in de Nederlandse stad Den Haag.

## Geschiedenis
Het Paleis Lange Voorhout is in 1764 gebouwd door Pieter de Swart voor Anthony Patras, gedeputeerde van Friesland en burgemeester van Sloten. Patras overleed kort na de oplevering van het huis ('Huize Patras'), waarna het in handen van de koopmansfamilie Hope kwam. In 1811 verbleven de Franse keizer Napoleon Bonaparte en zijn vrouw Marie Louise van Oostenrijk twee dagen in het huis tijdens een officieel bezoek aan Den Haag. De toenmalige eigenaar, de bankier Archibald Hope, was lid van de Haagse municipale raad en had het daartoe ter beschikking gesteld aan het stadsbestuur.
In 1845 werd het huis door koning Willem II voor één miljoen gulden gekocht van Johan Gijsbert baron Verstolk van Zoelen en werd het een koninklijk paleis. De koopsom hoefde pas vanaf februari 1847 betaald te worden, in vijf termijnen. Naderhand kreeg het pand pas de naam Paleis Lange Voorhout. Willems jongste zoon prins Hendrik heeft er gewoond en na zijn dood kwam het in eigendom van zijn zuster prinses Sophie, gehuwd met groothertog Karel Alexander van Saksen-Weimar-Eisenach. Koningin-regentes Emma heeft het aan het einde van haar tweede regentschap van de groothertogin gekocht en verbleef 's winters in het paleis. Ook koningin Wilhelmina heeft het paleis na haar abdicatie als winterpaleis benut. Het hofpersoneel woonde in die tijd deels op de derde (kap-) verdieping van het paleis, die in opdracht van koningin Emma was verbouwd tot personeelsvertrekken. Het overige deel vond een onderkomen in de bovenste etage van het naastgelegen Russenhuis, dat via een doorbraak op de hoogste verdieping met het paleis was verbonden.
Tijdens de regeerperiode van koningin Juliana was het paleis het begin- en het eindpunt van de stoet op Prinsjesdag en diende het als werkpaleis. Ook koningin Beatrix heeft de locatie nog gebruikt als werkpaleis, tot het moment dat Paleis Noordeinde in 1984 geschikt was gemaakt als werkpaleis.

## Culturele bestemming
Prinses Juliana verkocht het paleis in 1990 aan de gemeente Den Haag. Aan deze verkoop werd de belangrijke voorwaarde verbonden dat het gebruikt moet worden voor culturele activiteiten. Het paleis bleek in vervallen toestand; zo was er geen verwarming en het dak moest worden vernieuwd. Daarnaast moesten er voorzieningen worden aangebracht in verband met brandveiligheid, zoals een brandtrap en vluchtwegen. Omdat het budget niet al te ruim was, zouden sommige zaken niet meteen kunnen worden gerealiseerd. Zo bleef aanvankelijk een luchtvochtigheidsinstallatie achterwege.
In de winter van 1991/1992 vond de intensieve verbouwing plaats. De salon van koningin Emma werd in zijn geheel overgebracht naar Paleis Het Loo, slechts de originele betimmeringen bleven behouden. De toenmalig directeur van het Haags Gemeentemuseum, Rudi Fuchs, kreeg voor de inrichting veel vrijheid. Hij liet de Amerikaanse kunstenaar Donald Judd patronen voor de nieuwe parketvloeren ontwerpen. Tevens liet hij 18e- en 19e-eeuwse ruimten, op plaatsen waar wandbespanningen hadden gezeten, verven met harde kleuren, waaronder marineblauw, hardrood, citroengeel en grasgroen. Fuchs liet ontwerper Walter Nikkels enkele ruimten inrichten, waaronder de museumwinkel, publieksruimten en de ruimte waar de kaartverkoop plaatsvindt. In de achtertuin liet Fuchs drie grote beelden van André Volten plaatsen. De vervallen gebeeldhouwde engelfiguren in de fronton op de voorgevel, werden wegens geldgebrek niet vervangen door nieuwe gebeeldhouwde beelden, maar door kunststof afgietsels.
Sinds 1992 is het paleis in gebruik als museum. Aanvankelijk waren er wisselende tentoonstellingen, maar sinds 2002 is er het museum Escher in Het Paleis gevestigd, gewijd aan de grafische kunst van M.C. Escher.

## Galerij

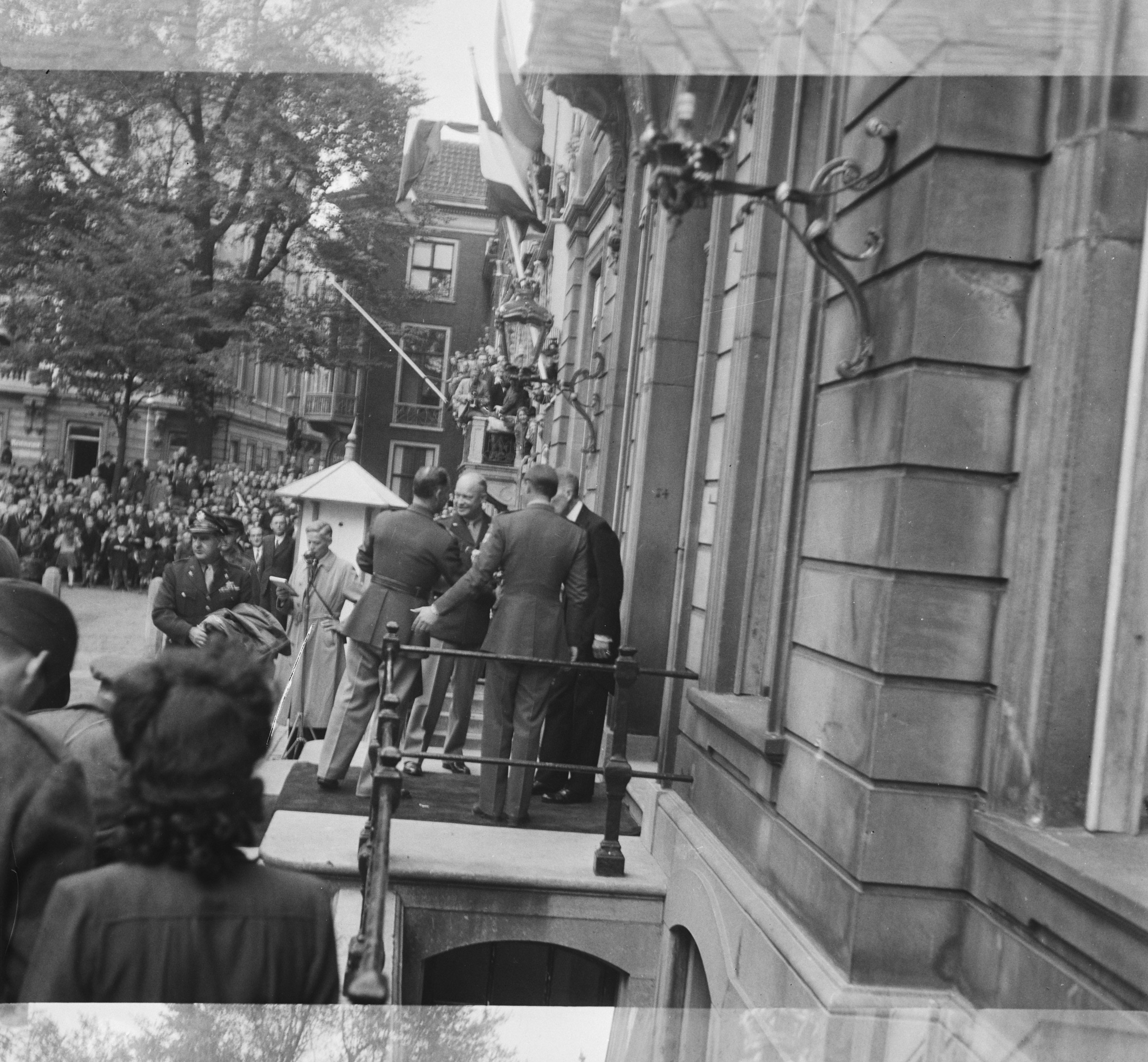
Eisenhower bij de ingang van Paleis Lange Voorhout, met rechts op de rug gezien prins Bernhard van Lippe-Biesterfeld, 6 oktober 1945 (Nationaal Archief)
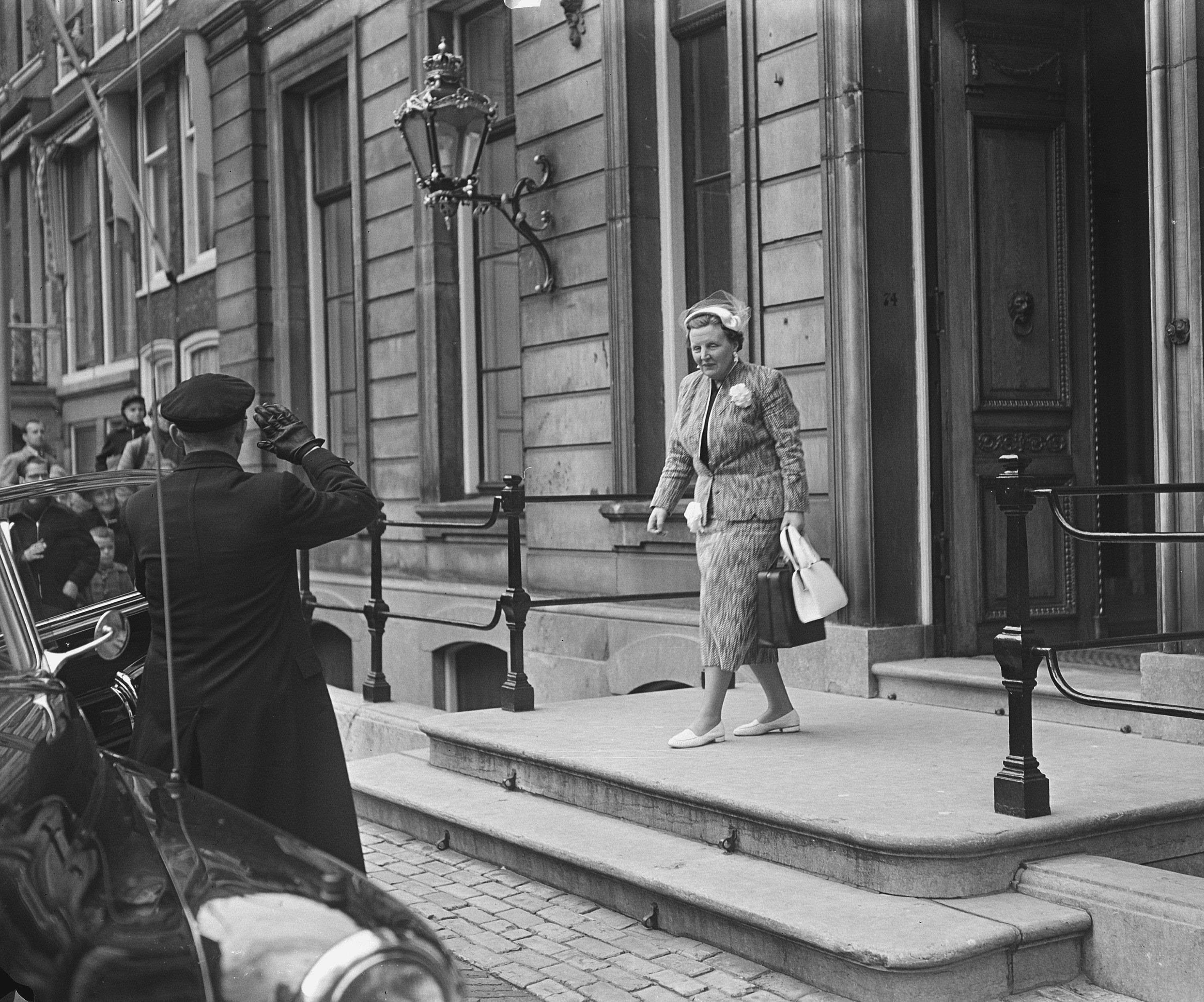
Kabinetscrisis. Koningin Juliana verlaat het Paleis Lange Voorhout na besprekingen met politici, 20 mei 1955 (Nationaal Archief)
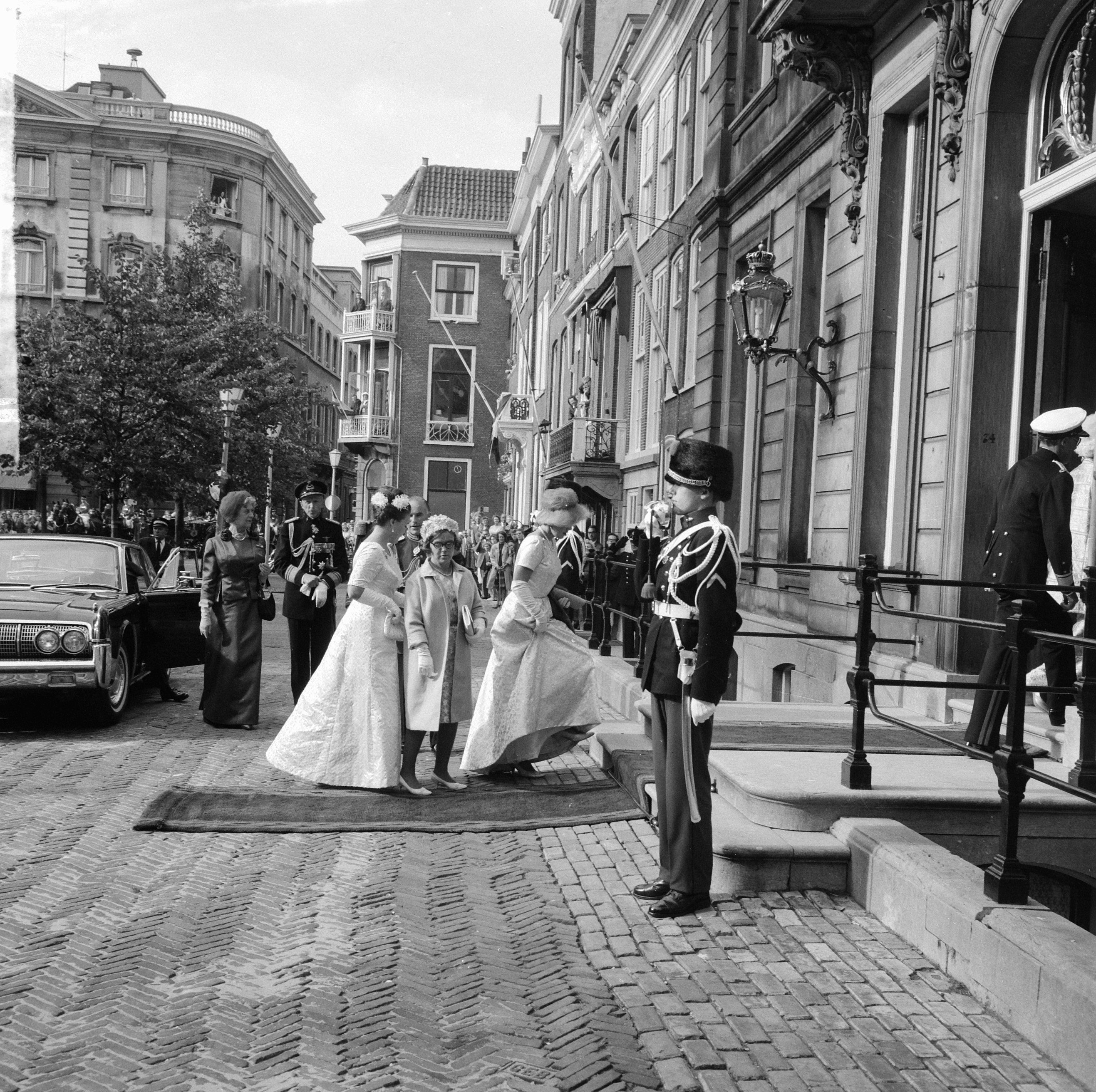
Opening Staten-Generaal, aankomst bij Paleis Lange Voorhout, 15 september 1964 (Nationaal Archief)
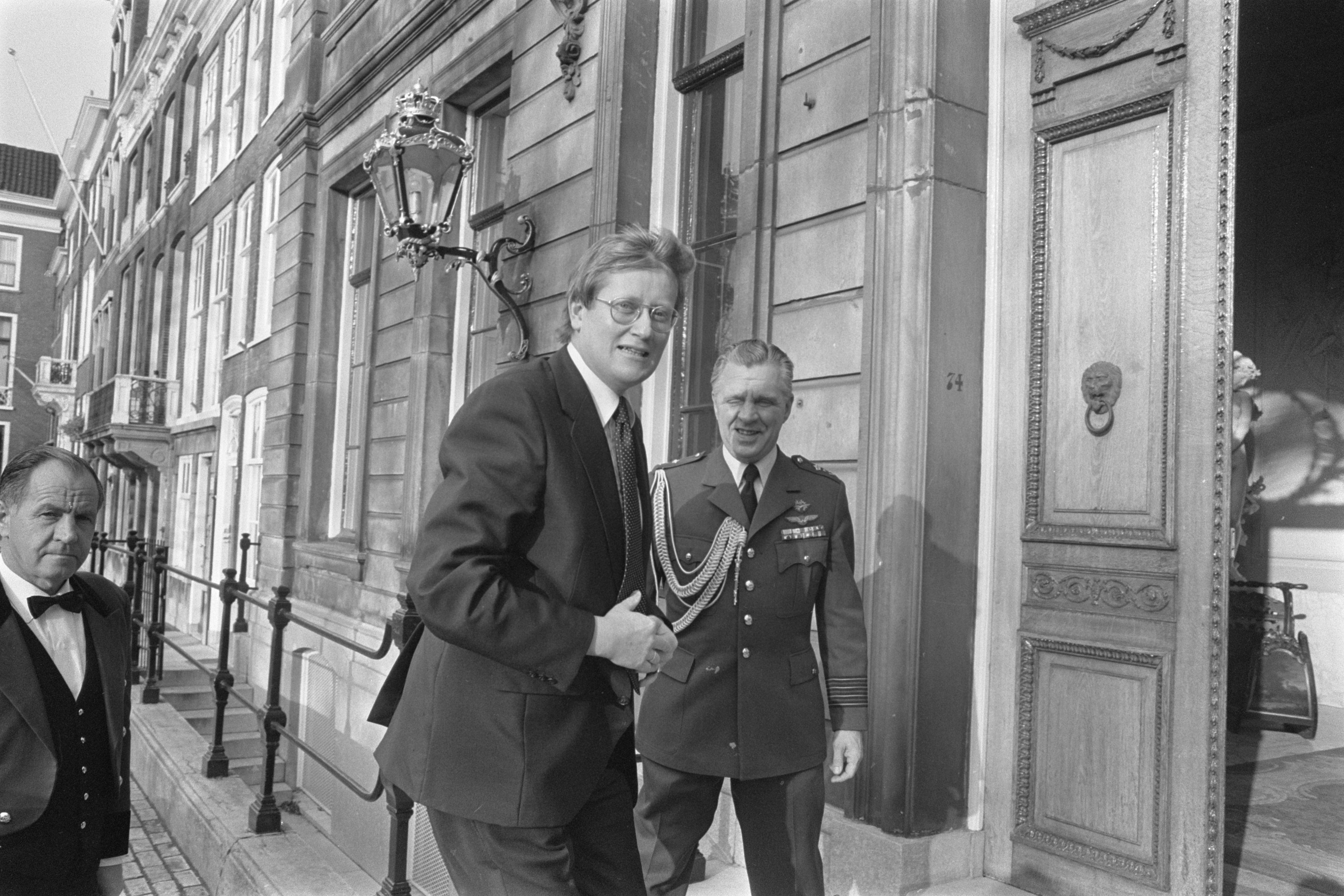
VVD-fractieleider Hans Wiegel bij Paleis Lange Voorhout tijdens de kabinetsformatie, 5 november 1977 (Nationaal Archief)
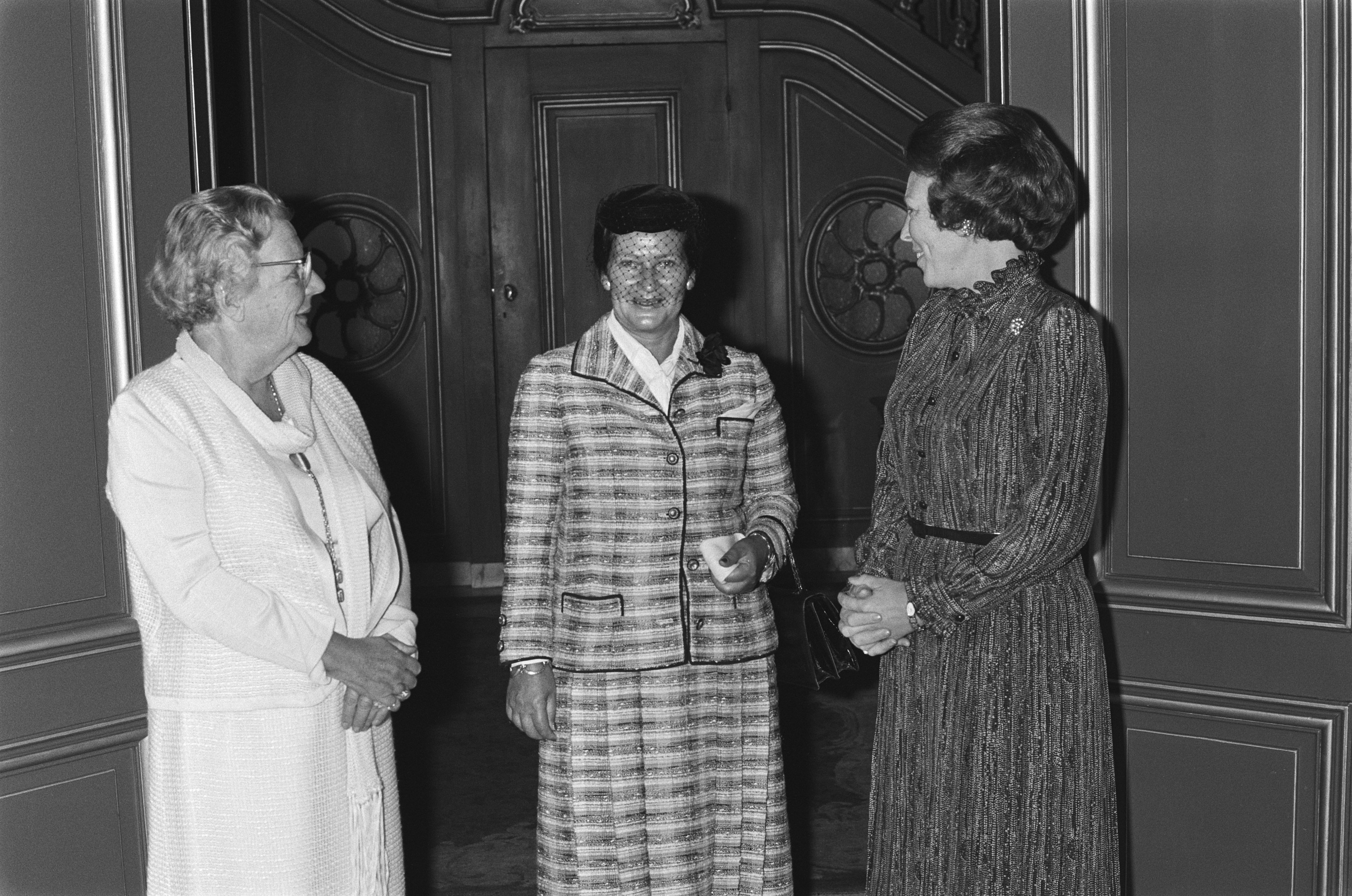
Prinses Juliana, de voorzitster van het Europees parlement Simone Veil en koningin Beatrix in Paleis Lange Voorhout, 30 september 1980 (Nationaal Archief)
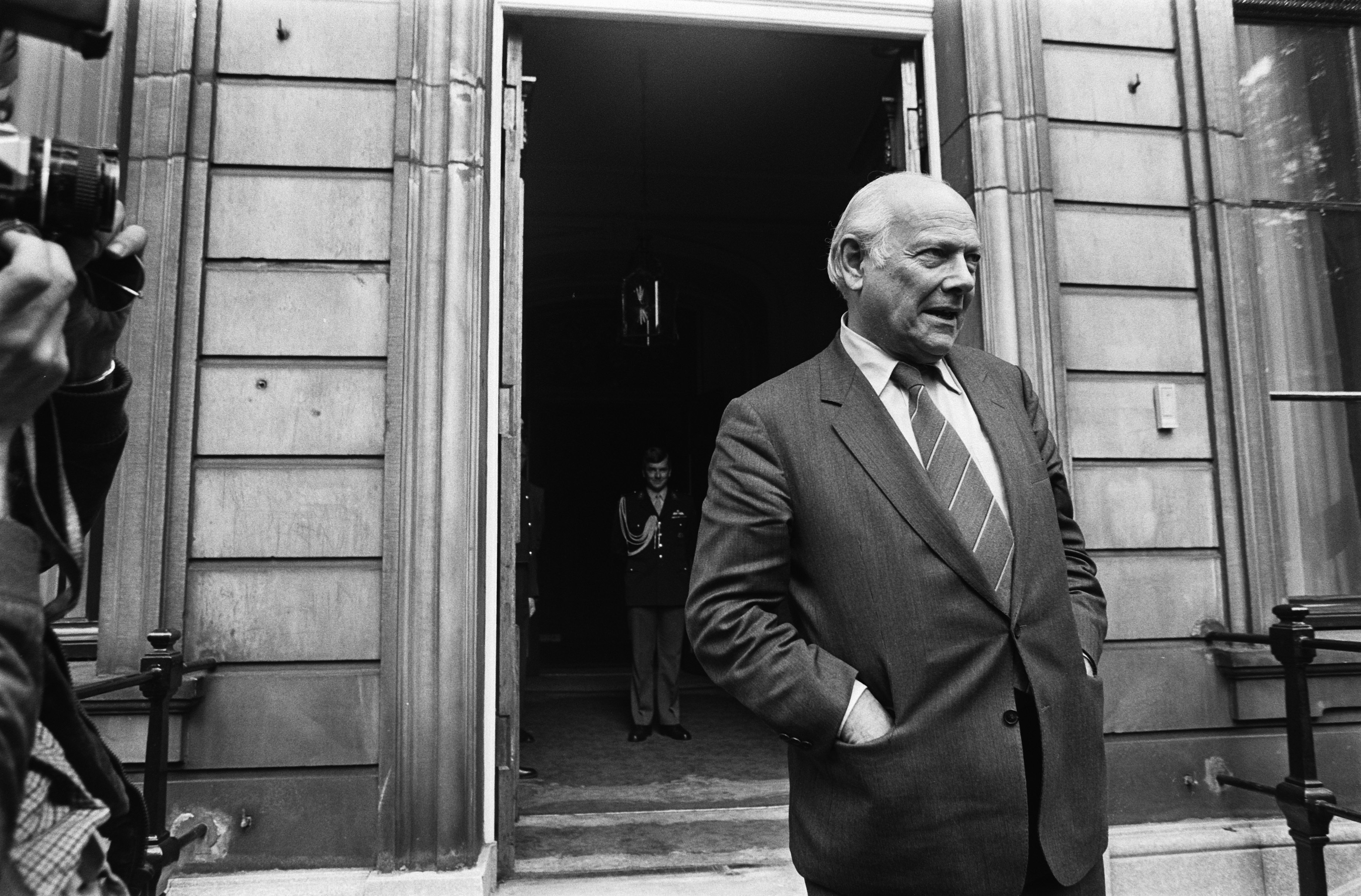
Joop den Uyl bij de ingang van Paleis Lange Voorhout, tijdens de kabinetsformatie, 29 mei 1981 (Nationaal Archief)
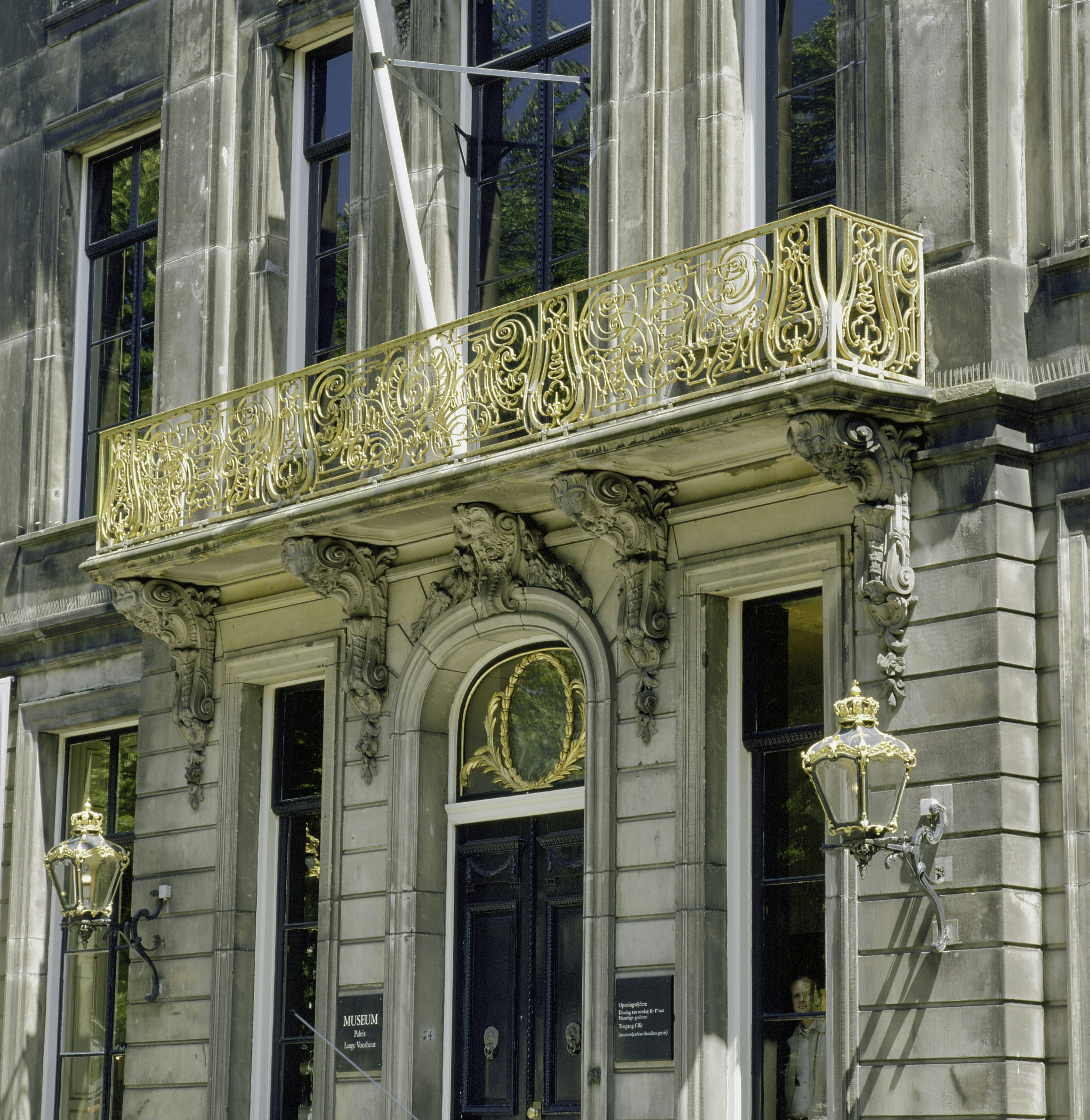
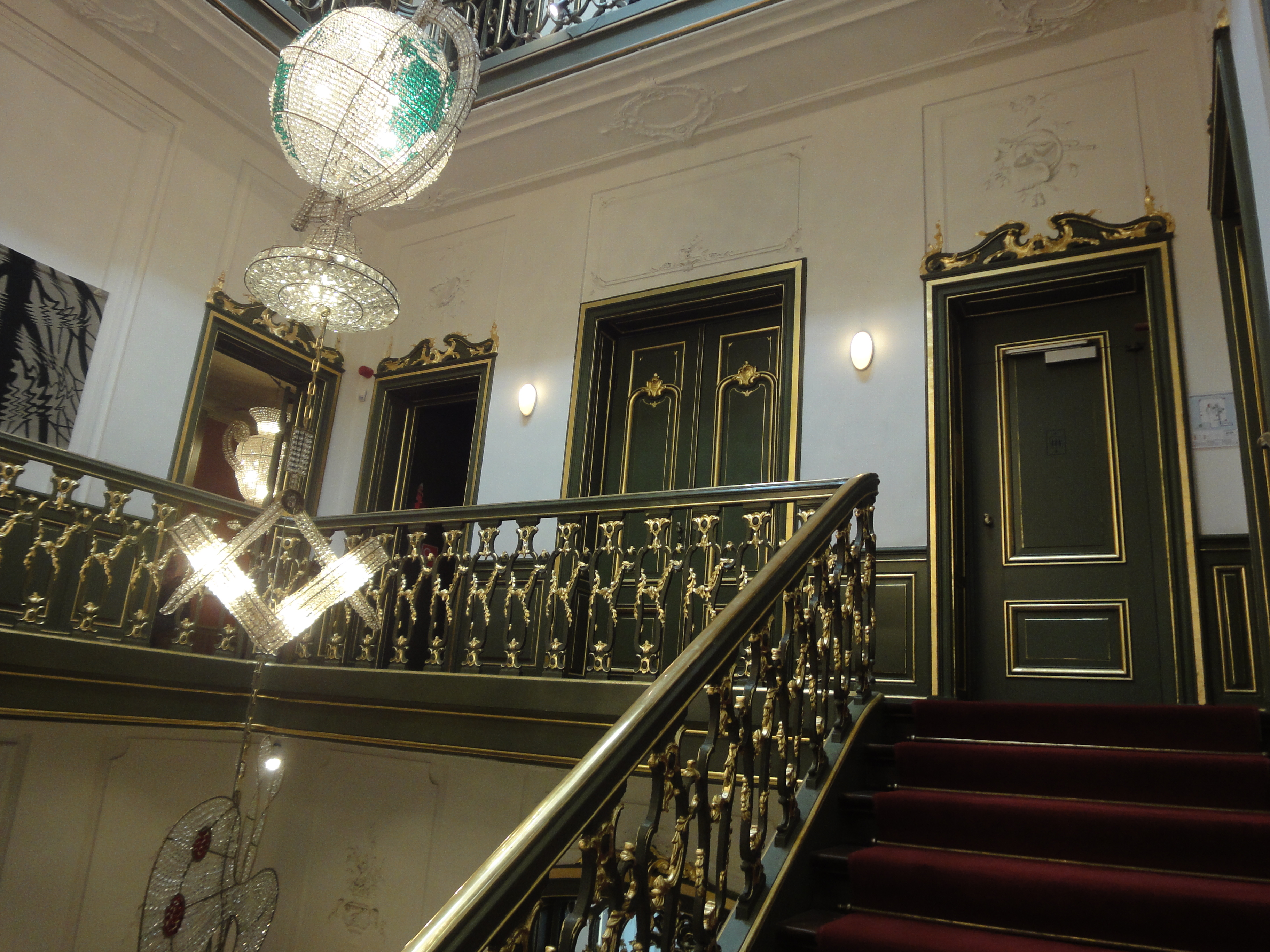
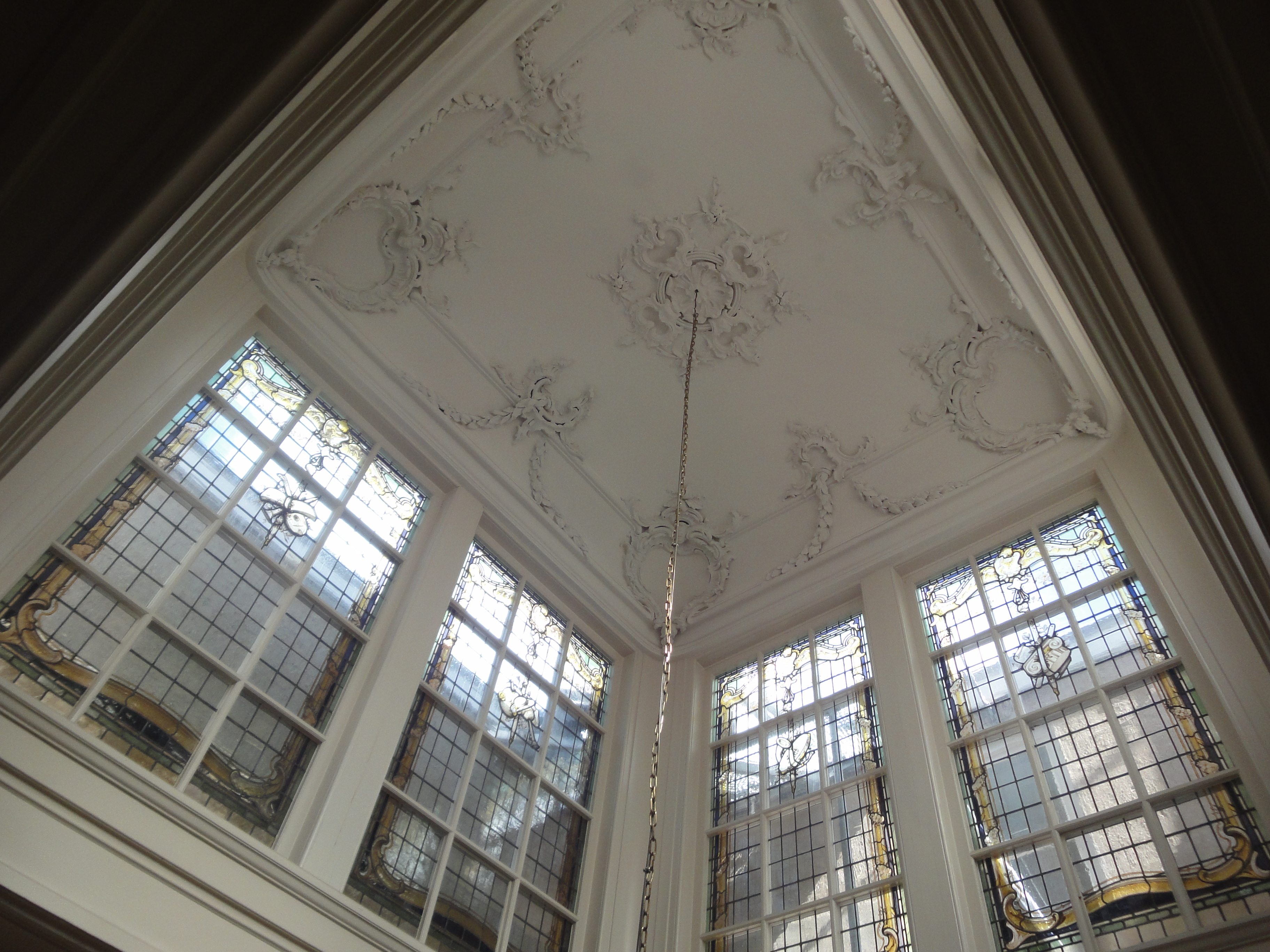
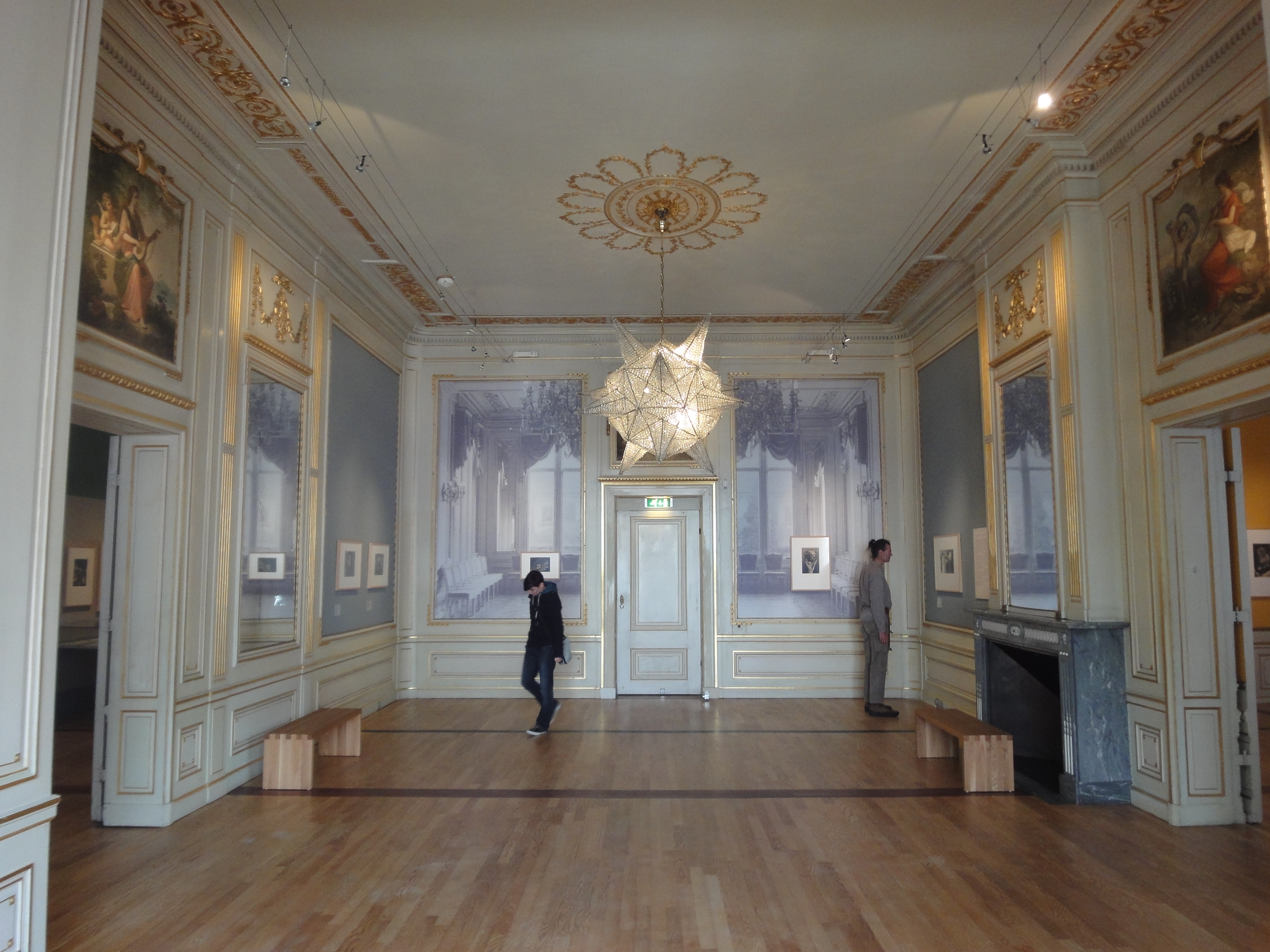
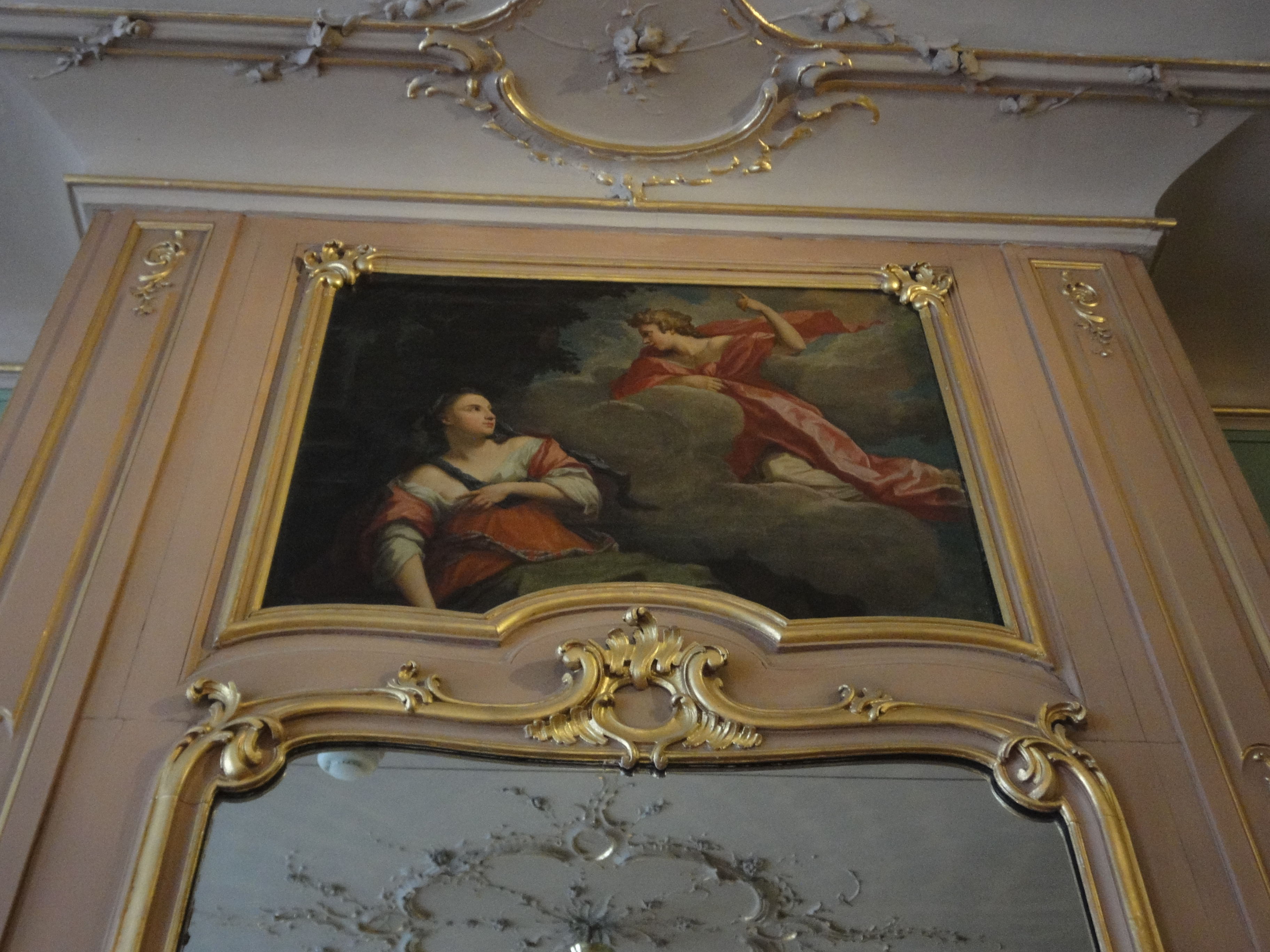
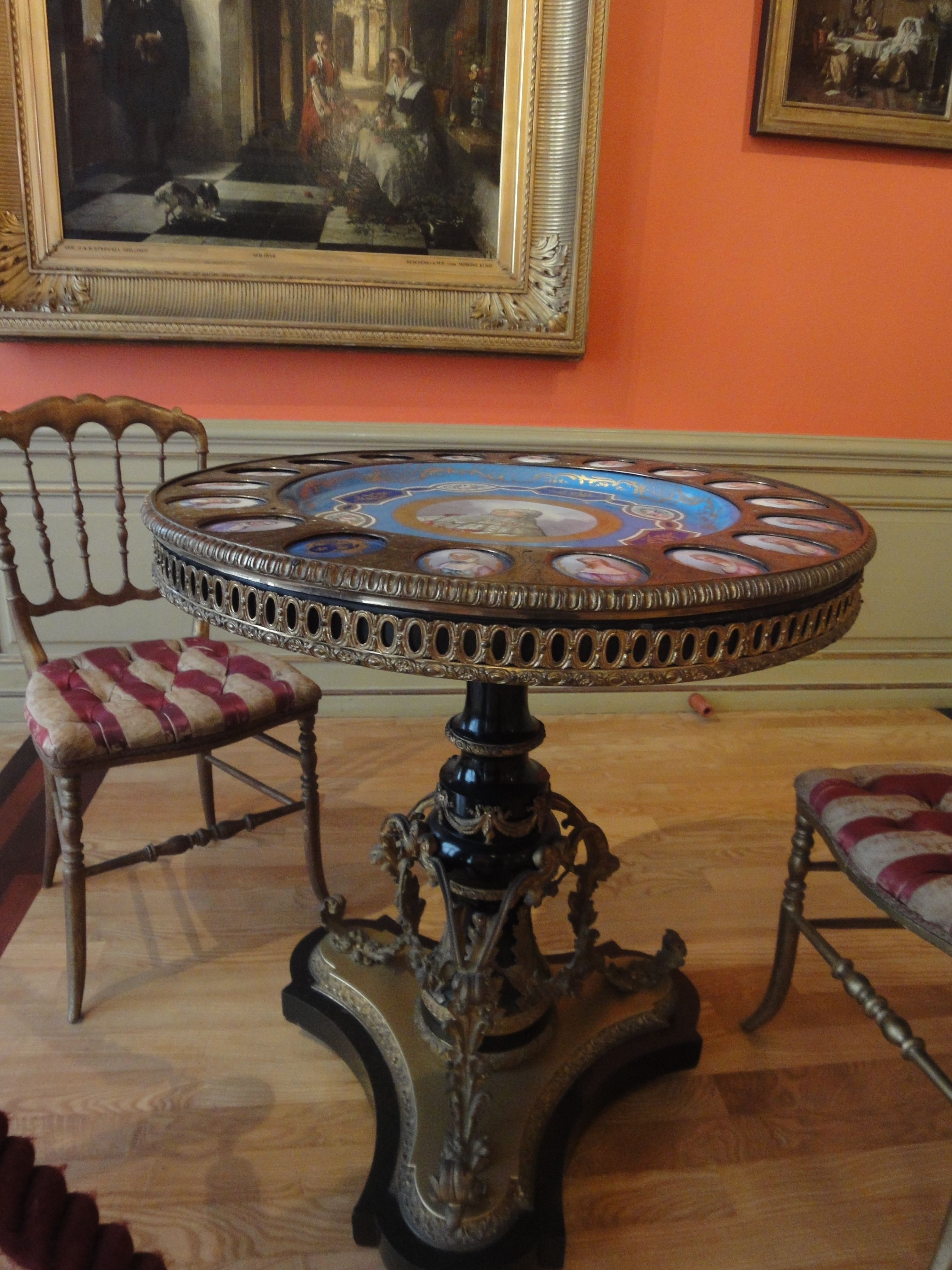

- Bibliothèque nationale de France: cb135129071 (data)
- Gemeinsame Normdatei: 5090046-8
- Library of Congress Control Number: n94018955
- Nationale Bibliotheek van Israël: 987007290636805171
- Rijksmonument: 17723
- Système universitaire de documentation: 075681633
- Virtual International Authority File: 268242660